# Geografia feminista
Geografia feminista é considerada um sub-campo da Geografia, sendo mais associado à Geografia Humana. O sub-campo não se apresenta de forma unificada em termos de métodos e teorias, pelo contrário, sua designação tem sido reivindicada no plural " Geografias feministas", dada a diversidade de pensamentos que congregam esta vertente do pensamento geográfico. Embora as geografias feministas tenham se tornado mais conhecidas nos anos 90, pode-se dizer que sua existência data dos anos 70, fruto do movimento feminista da década de 60. A ciência geográfica foi influenciada pelo movimento social que provocou a incorporação das teorias, métodos e críticas do feminismo ao estudo do ambiente humano, da sociedade e do espaço geográfico.

## As abordagens das geografias feministas
É importante esclarecer que produção das chamadas "geografias feministas" tem seu próprio espaço-tempo e que a abordagem não se desenvolve com a mesma intensidade em todos os países. Destacam-se na produção científica geográfica os trabalhos de origem anglo-saxã. Na historiografia geográfica, a década de 70 é marcada pela luta das mulheres por sua visibilidade como produtoras de conhecimento e como protagonistas de temas de pesquisa. Nesta fase foi fundamental a atuação do "Women and Geography Study Group" (EUA), de geógrafas ligadas ao Institute of British Geographers (Inglaterra), cujas propostas estavam centradas na construção de uma ciência crítica e de forte teor político no que diz respeito à promoção das mulheres nas instituições acadêmicas e científicas. Esta perspectiva, baseada na categoria "mulher" sofreu críticas pelo seu teor biológico, sustentado na diferenciação corporal entre os sexos. A aliança realizada entre a abordagem marxista e a feminista que, por sua vez, pautava-se na ideia do patriarcado, fortaleceu este campo de abordagem que, posteriormente, foi amplamente criticado pelo desenvolvimento do conceito de gênero no campo feminista da Geografia. A noção de gênero foi concebida como construção social de papéis desenvolvidos por corpos de homens e mulheres e que, enquanto construção social, é também espacial, uma vez que sociedade e espaço são interdependentes. Nos anos 90, a abordagem de gênero como construção cultural inscrita nos corpos também foi abalada pelos ataques ao seu caráter do universo. Os movimentos sociais contra os preconceitos raciais e de orientação sexual influenciaram a teoria feminista que passou a conceber o gênero imbricado com a raça, classe social, orientação sexual, religiosa e assim por diante. O gênero é uma das facetas identitárias que está também mediada por vários outros elementos. Nesse sentido, é importante destacar que as "Geografias Feministas" são caracterizadas por uma multiplicidade de abordagens e de métodos, havendo uma ramificação deste campo, nos anos 90, conhecida como Geografia Queer. As Geografias Feministas acompanham o desenvolvimento da ciência Geográfica, mas também a influenciam. Pode-se encontrar inúmeros trabalhos de caráter positivista, marxista, pós-modernista e outros. As geógrafas norte-americanas e inglesas foram de fundamental importância para a construção desta trajetória científica. Entre elas, Janice Monk, Susan Hanson, Liz Bondi, Mona Domosh, Linda McDowell, Gillian Rose. As Geografias Feministas tiveram também expansão na Espanha, notadamente pelos trabalhos de Maria Dolors Ramón Garcia e Ana Sabaté Martínez. Na América Latina, apesar dos intensos avanços do movimento feminista, a Geografia manteve-se pouco influenciada. Na Argentina, destacam-se as pesquisas das geógrafas Diana Lan e Monica Colombara. No Brasil, esta vertente ainda é pouco desenvolvida, embora haja trabalhos publicados desde os anos 80. Pode-se apontar as seguintes contribuições sob o rótulo feminista na Geografia brasileira de pesquisadoras(es) como: Rosa Ester Rossini, Sonia Callió, Susana Veleda da Silva, Joseli Maria Silva, Marcio José Ornat, Alides Baptista Chimin Junior, Maria das Graças Silva Nascimento Silva. Assim, em cada espacialidade, as chamadas Geografias Feministas apresentam diferentes características e são variadas as formas de aceitação dessa abordagem pelas correntes majoritárias da ciência geográfica. Enquanto nos países anglo-saxões as Geografias Feministas conquistaram respeitabilidade no campo científico e institucional, nos países Latino-americanos ainda há resistências à sua expansão.

## Áreas de estudo
Mais do que uma sub-disciplina específica da Geografia, a geografia feminista, atualmente, é frequentemente considerada como parte de uma ampla abordagem pós-moderna e crítica, muitas vezes utilizando as teorias de Michel Foucault, Jacques Derrida e Judith Butler, entre outros. Influências mais recentes incluem críticas ao feminismo dos teóricos pós-coloniais. Geógrafas feministas frequentemente se focam nas experiências vividas por indivíduos e grupos em seus próprios locais e nas geografias vividas por eles em suas próprias comunidades, mais do que em um simples desenvolvimento teórico sem trabalho empírico.
Muitas geógrafas feministas estudam as mesmas temáticas que outros geógrafos, mas na maioria das vezes com foco nas divisões por gênero. Esta preocupação se desenvolveu por causa de questões mais amplas sobre gênero, família, sexualidade, entre outras.
Exemplos de áreas com este tipo de foco incluem:
- Diferenças geográficas nas relações de gênero e na igualdade de gênero
- A geografia da mulher - restrições espaciais, geografia do bem-estar
- A construção da identidade de gênero através do uso e da natureza do espaço e do local
- Geografias da sexualidade (Ver também: Teoria queer)
- Geografia da criança

Além dos estudos sociais, a Geografia Feminista também critica a Geografia Humana e outras disciplinas acadêmicas, argumentando que as estruturas acadêmicas têm sido tradicionalmente caracterizadas por uma perspectiva patriarcal, e que estudos contemporâneos que não confrontam a natureza dos trabalhos anteriores reforçam a tendência machista do estudo acadêmico. O livro Feminismo e Geografia, da geógrafa britânica Gillian Rose, é uma das críticas sustentadas, focada na Geografia Humana na Inglaterra como sendo historicamente machista em suas abordagens. Isso inclui a descrição da paisagem como feminina (e assim subordinada aos geógrafos homens), assumindo a separação entre mente e corpo. O seguinte trecho é de autoria de Johnston & Sidaway (2004), e descreve esta separação e sua influência na geografia:
"O Dualismo cartesiano permeia nosso pensamento em uma miríade de maneiras, inclusive na divergência das ciências sociais das ciências naturais, e na geografia que é baseada na separação das pessoas de seus meios. Assim, enquanto a geografia é incomum por sua cobertura das ciências tanto naturais quanto sociais e seu foco nas inter-relações entre pessoas e seus ambientes, ainda é assumido que ambos são distintos e um age sobre o outro. A geografia, como todas as ciências sociais, foi construída sobre uma concepção particular de mente e corpo vistos como separados e agindo um sobre o outro." (Johnston, 1989, citado em Longhurst, 1997, p. 492)
Assim, também, o trabalho feminista procurou transformar as abordagens do estudo da paisagem relacionando-o ao modo como ela é apresentada (ou 'apreciada'), que é análogo ao modo como um homem heterossexual olharia o corpo feminino (Nash 1996). Ambas as questões (e outras) - sobre o corpo como desejado e a distinção Cartesiana entre mente e corpo - foram desafiadas nas geografias feministas pós-modernistas e pós-estruturalistas."

## Lista de geógrafos relacionados
- Gillian Rose
- Gill Valentine
- Linda McDowell
- Sarah Holloway
- Cindi Katz
- Doreen Massey
- Rosalyn Deutsche

### Jornais científicos
- Gender, Place and Culture - A Journal of Feminist GeographyRoutledge ISSN 0966-369X Online ISSN 1360-0524
- Revista Latino-americana de Geografia e Gênero ISSN 2177-2886
- LES Online - Digital journal on lesbina issuesISSN 1647-3868

### Eventos
- I Seminário Latino-Americano de Geografia e Gênero(realizando em 2011)
- II Seminário Latino-Americano de Geografia e Gênero(realizando em 2014)
- III Seminário Latino-Americano de Geografia e Gênero (realizando em 2017)